# Небојша Савић (глумац)
Небојша Савић (Ваљево, 26. октобар 1974) српски је глумац.

## Биографија
Академију уметности у Новом Саду завршио је у класи професора Радета Марковића. Био је стипендиста Српског народног позоришта, а 2007. године постао је стални члан Драме Српског народног позоришта. Водио је јутарњи програм на Радио-телевизији Војводине, а основао је и независну позоришну трупу „Театар Иза”. Написао је и режирао више представа за децу.
Играо је у серијама Ајмо сви у ново и Вере и завере, а као наратор учествовао у пројекту Радио-телевизије Војводине Пундравци. Једну од улога добио је у филму Ђорђа Балашевића Као рани мраз. Тумачио је лик доктора Урошевића у теленовели Игра судбине. Након тога је добио улогу и у подели серије Закопане тајне.

## Улоге

### Позоришне представе
| Наслов                               | Улога                    | Редитељ            | Позориште                         | Премијера          |
| ------------------------------------ | ------------------------ | ------------------ | --------------------------------- | ------------------ |
| Дон Жуан                             | Дон Карлос               | Милан Караџић      | Крушевачко позориште              | 14. фебруар 1997.  |
| Пешице                               | Супериус                 | Жанко Томић        | Српско народно позориште          | 13. мај 1998.      |
| Мера за меру                         | Клаудио                  | Дејан Мијач        | Српско народно позориште          | 22. децембар 1998. |
| Страдија                             |                          | Немања Петроње     | Савез драмских уметника Војводине | 10. новембар 2000. |
| Право на Руса                        | Бора                     | Оља Ђорђевић       | Српско народно позориште          | 22. фебруар 2001.  |
| Торквато Тасо                        | Антонио Монтекатино      | Ђурђа Тешић        | Српско народно позориште          | 24. април 2001.    |
| Казанова                             | Казанова                 | Ђурђа Тешић        | Српско народно позориште          | 12. фебруар 2002.  |
| Раванград                            | Цуја Дудвић              | Дејан Мијач        | Српско народно позориште          | 17. децембар 2002. |
| Венчање                              | Пијанац                  | Марко Каћански     | Српско народно позориште          | 1. новембар 2003.  |
| Живот у гробу                        | Михајло                  | Срђан Радаковић    | Српско народно позориште          | 23. мај 2005.      |
| Ромео и Јулија                       | Меркуцио                 | Предраг Штрбац     | Српско народно позориште          | 6. децембар 2005.  |
| Троил и Кресида                      | Енеја                    | Лоранс Калам       | Српско народно позориште          | 25. новембар 2006. |
| Иванов                               | Љвов (од сезоне 2009/10) | Предраг Штрбац     | Српско народно позориште          | 5. октобар 2007.   |
| Човек звани Че                       | Че, Тони Ђардино         | Иван Церовић       | Позориште младих                  | 12. мај 2018.      |
| Полиција или чему све ово            | Затвореник               | Петар Јовановић    | Српско народно позориште          | 14. мај 2008.      |
| Као да                               | Ка                       | Предраг Штрбац     | Српско народно позориште          | 9. јун 2009.       |
| Барбело, о псима и деци              | Драган                   | Предраг Штрбац     | Српско народно позориште          | 30. април 2010.    |
| Љубав                                | Милт                     | Немања Петроње     | Позориште младих                  | 7. децембар 2010.  |
| Добар дечак                          | Миша                     | Предраг Штрбац     | Српско народно позориште          | 7. фебруар 2011.   |
| Сеобе                                | Меанџић                  | Вида Огњеновић     | Српско народно позориште          | 24. новембар 2011. |
| Пресрећни људи                       |                          | Предраг Штрбац     | Српско народно позориште          | 3. фебруар 2012.   |
| Салома_Reloaded                      | Иродијадин паж           | Предраг Штрбац     | Народно позориште у Сомбору       | 27. октобар 2012.  |
| Оставите поруку или Бегунци          | Мики                     | Вида Огњеновић     | Српско народно позориште          | 9. мај 2014.       |
| Аутобиографија                       |                          | Предраг Штрбац     | Српско народно позориште          | 10. октобар 2014.  |
| Мизантроп                            | Клитандар                | Ива Милошевић      | Српско народно позориште          | 18. децембар 2014. |
| Ватрена ћелија                       | Стефан                   | Марко Торлаковић   | Српско народно позориште          | 4. април 2015.     |
| Виолиниста на крову                  | Перчик, студент          | Атила Береш        | Српско народно позориште          | 23. мај 2015.      |
| Шине или Бог нас погледао            | Весели                   | Душан Мамула       | Српско народно позориште          | 4. септембар 2015. |
| Хамлет                               | Лаерт                    | Никола Завишић     | Српско народно позориште          | 29. јануар 2016.   |
| ФБИ-досије Тесла                     | Руски шијун              | Неле Карајлић      | Српско народно позориште          | 19. новембар 2016. |
| Лажа и паралажа                      | Алекса                   | Слободан Бранковић | Српско народно позориште          | 19. јануар 2018.   |
| Илустрована енциклопедија нестајања  |                          | Золтан Пушкаш      | Српско народно позориште          | 12. март 2018.     |
| Моћни ренџери не плачу               | Тата                     | Тијана Васић       | Српско народно позориште          | 24. мај 2018.      |
| Светозар                             | Јаша Томић               | Југ Радивојевић    | Српско народно позориште          | 24. новембар 2018. |
| Травничка хроника                    |                          | Никита Миливојевић | Српско народно позориште          | 12. октобар 2019.  |
| Јованча на путу око света            |                          | Золтан Пушкаш      | Српско народно позориште          | 21. фебруар 2020.  |
| Деобе                                | Урош Бабовић             | Jуг Радивојевић    | Српско народно позориште          | 16. март 2021.     |
| Осамнаест мачака и лимар Херман Брум | Херман Брум              | Иван Церовић       | Српско народно позориште          | 23. април 2021.    |

| \| Год. \| Назив \| Улога \| \| ---------- \| ------------------------ \| ----------------- \| \| 2003. \| Ајмо сви у ново (серија) \| \| \| 2010. \| Као рани мраз \| \| \| 2014—2016. \| Пундравци (серија) \| Наратор \| \| 2016. \| Вере и завере (серија) \| Светозар \| \| 2022—2023. \| Игра судбине (серија) \| др Ђорђе Урошевић \| \| 2023. \| Закопане тајне (серија) \| Светозар Кучинар \| | - Луд од љубави - Мушица - Кварна фарма - Mорско бродска заврзлама - Несрећна Кафина |                   |
| Год. | Назив                                                                                | Улога             |
| 2003. | Ајмо сви у ново (серија)                                                             |                   |
| 2010. | Као рани мраз                                                                        |                   |
| 2014—2016. | Пундравци (серија)                                                                   | Наратор           |
| 2016. | Вере и завере (серија)                                                               | Светозар          |
| 2022—2023. | Игра судбине (серија)                                                                | др Ђорђе Урошевић |
| 2023. | Закопане тајне (серија)                                                              | Светозар Кучинар  |

## Награде и признања
| Година | Остварење       | Награда                                                                      |
| ------ | --------------- | ---------------------------------------------------------------------------- |
| 2003.  | Раванград       | Награда Вечерњих новости за најбољу епизодну улогу на 48. Стеријином позорју |
| 2018.  | Лажа и паралажа | Годишња награда Српског народног позоришта                                   |

## Галерија
- Фотографије Српског народног позоришта
- Мизантроп Молијерова комедија из 17. века; концепт и режија Ива Милошевић; Драма Српског народног позоришта, Нови Сад, 2014/15; Милорад Капор, Небојша Савић
- Барбело, о псима и деци Биљане Србљановић у режији Предрага Штрпца; Драма СНП-а, Нови Сад, 2009/10; Небојша Савић, Марија Меденица
- Као да, написао Бранко Димитријевић, Драма СНП-а, Нови Сад, 2008/09; Марија Меденица, Небојша Савић
- Оставите поруку или Бегунци Виде Огњеновић, Драма Српског народног позоришта, Нови Сад, 2013/14; Вишња Обрадовић-доле, Јована Балашевић-лево, Срђан Стојновић-изнад, Небојша Савић-поре, Милован Филиповић, Оливера Стаменковић
- Ромео и Јулија, трагедија Вилијама Шекспира у режији Предрага Штрпца, Небојша Савић, Лидија Стевановић и Милован Филиповић - стоје, Милан Ковачевић, Игор Павловић - седе, СНП, Нови Сад, 2005/2006
- Пресрећни људи написао и режирао Предраг Штрбац; Драма СНП-а, Нови Сад, 2011/12; Лидија Стевановић, Мирослав Фабри, Небојша Савић